# ایستگاه کیل
ایستگاه کیل (انگلیسی: Keele station) یک ایستگاه مترو در خط ۲ بلور–دانفورث در تورنتو، انتاریو، کانادا است.